# Абди, Бахадор
Бахадор Абди (перс. بهادر عبدی‎; род. 1 мая 1984, Тегеран) — иранский футболист, полузащитник.

## Биография
Родился 1 мая 1984 года в Тегеране.

## Клубная карьера
В сезоне 2004/05 Бахадор Абди выступал за клуб «Пасаргад Тегеран», с 2005 по 2007 год — за тегеранский «Сорхпушан», игравший в это время в Азадеган-лиге. Летом 2007 года он перешёл в «Персеполис», за который дебютировал на высшем уровне.
Летом 2009 года Абди подписал контракт с командой «Шахин» из Бушира, а спустя год перебрался в тегеранский «Рах Ахан», за который он выступал на протяжении следующих шести лет. 6 мая 2012 года он сделал хет-трик в гостевом поединке против «Персеполиса», проходившем в рамках предпоследнего тура Про-лиги 2011/12.
По итогам сезона 2015/16 «Рах Ахан» вылетел из Про-лиги, а Абди перешёл в «Пайкан», вернувшийся в элиту иранского футбола. В январе 2017 года он подписал контракт с клубом «Санат Нафт» из Абадана.

## Достижения
«Персеполис»
- Чемпион Ирана: 2007/08